# Chuba Akpom
Chuba Amechi Akpom (Newham, 9 oktober 1995) is een Engels voetballer die doorgaans als aanvaller speelt. Hij verruilde Middlesbrough in augustus 2023 voor Ajax, dat hem in augustus 2025 verhuurde aan Ipswich Town.

## Clubcarrière

### Arsenal
Akpom werd in 2009 opgenomen in de jeugdopleiding van Arsenal. Hiervoor debuteerde hij op 14 september 2013 in het eerste team, als invaller tijdens een wedstrijd in de Premier League tegen Sunderland. Arsenal verhuurde hem in de daaropvolgende jaren aan verschillende clubs. Na kortere periodes bij Brentford, Coventry City en Nottingham Forest, kwam hij het hele seizoen 2015/16 uit voor Hull City. Hiervoor speelde hij 36 wedstrijden in de Championship. Akpom maakte op zaterdag 8 augustus 2015 zijn eerste doelpunt in het betaald voetbal. Op de openingsdag van het seizoen 2015/16 bracht hij Hull op 2–0 tegen Huddersfield Town. Dat was tevens de eindstand. Hij scoorde dat seizoen ook tegen Ipswich Town en Bolton Wanderers. Arsenal verhuurde Akpom in januari 2017 voor een half jaar aan Brighton & Hove Albion. Hiermee werd hij tweede in de Championship, goed voor promotie naar de Premier League.

### PAOK Saloniki
Na zes huurbeurten verliet Akpom Arsenal in augustus 2018 definitief en tekende hij bij PAOK Saloniki. Hiervoor speelde hij in twee seizoenen 54 wedstrijden in de Super League, hij maakte daarin 14 doelpunten. Akpom won in 2018/19 zowel het landskampioenschap als de nationale beker met PAOK. Hij maakte in de bekerfinale zelf het enige doelpunt van de wedstrijd, tegen AEK Athene. 

### Middlesbrough
Middlesbrough haalde Akpom in september 2020 terug naar Engeland. Hij kwam in 2020/21 in 38 speelronden in actie, maar mocht na dat seizoen toch uitzien naar een verblijf elders. Daarop bracht hij ook 2021/22 door bij PAOK, op huurbasis. Toen Akpom terugkeerde bij Middlesbrough was coach Neil Warnock vertrokken en kreeg hij een nieuwe kans bij de Engelse club. Hij maakte in 2022/23 in 40 speelronden 28 doelpunten en werd daarmee topscorer van de Championship, met acht doelpunten meer dan Viktor Gyökeres. Na het seizoen werd hij verkozen tot PFA Championship Player of the Year.

### Ajax
In augustus 2023 werd hij voor een bedrag van ruim 12 miljoen euro, dat nog kon oplopen door variabelen, aangetrokken door Ajax. Bij deze club zou hij gaan fungeren als concurrent voor centrumspits Brian Brobbey. Hij was een van de aankopen onder verantwoordelijkheid van technisch directeur Sven Mislintat. Hij debuteerde voor Ajax op 3 september 2023 tegen Fortuna Sittard. Tijdens deze wedstrijd liet coach Maurice Steijn hem in de 60e minuut invallen voor Brian Brobbey. Hij startte het seizoen als wisselspeler, en maakte een zware periode door. 
Na de aanstelling van trainer John van 't Schip op 30 oktober 2023 ging het beter met Akpom. Hij maakte zijn eerste doelpunt voor Ajax op 2 november, in de thuiswedstrijd tegen FC Volendam. Na drie keer op rij als invaller te hebben gescoord, kreeg hij op 25 november tegen Vitesse zijn eerste basisplaats. Ook daarna scoorde hij regelmatig. Op 21 december werd hij met Ajax uitgeschakeld in het KNVB-bekertoernooi door de amateurs van USV Hercules. Naast zijn rol als spits, werd hij ook regelmatig ingezet als aanvallende middenvelder.
In het eerste deel van seizoen 2024/25 had Akpom op de positie van centrumspits zware concurrentie van Brian Brobbey en Wout Weghorst. Toch werd hij door de nieuwe trainer Francesco Farioli regelmatig ingezet, met name op de flanken. Op 31 januari werd hij voor de rest van het seizoen verhuurd aan OSC Lille met een optie tot koop. Tot op dat moment scoorde hij in 68 wedstrijden voor Ajax 23 keer en leverde hij vier assists. Na dat half jaar keerde hij weer terug naar Ajax, maar werd in augustus direct weer verhuurd, dit keer aan het Engelse Ipswich Town.

## Clubstatistieken
| Seizoen | Club                     | Competitie     | Competitie | Competitie | Beker | Beker | Internationaal | Internationaal | Totaal | Totaal |
| Seizoen | Club                     | Competitie     | Wed.       | Dlp.       | Wed.  | Dlp.  | Wed.           | Dlp.           | Wed.   | Dlp.   |
| ------- | ------------------------ | -------------- | ---------- | ---------- | ----- | ----- | -------------- | -------------- | ------ | ------ |
| 2013/14 | Arsenal                  | Premier League | 1          | 0          | 1     | 0     | —              | —              | 2      | 0      |
| 2013/14 | → Brentford              | League One     | 4          | 0          | 0     | 0     | —              | —              | 4      | 0      |
| 2013/14 | → Coventry City          | League One     | 6          | 0          | 0     | 0     | —              | —              | 6      | 0      |
| 2014/15 | Arsenal                  | Premier League | 3          | 0          | 4     | 0     | —              | —              | 7      | 0      |
| 2014/15 | → Nottingham Forest      | Championship   | 7          | 0          | 0     | 0     | —              | —              | 7      | 0      |
| 2015/16 | → Hull City              | Championship   | 36         | 3          | 5     | 4     | —              | —              | 41     | 7      |
| 2016/17 | Arsenal                  | Premier League | 0          | 0          | 1     | 0     | —              | —              | 1      | 0      |
| 2016/17 | → Brighton & Hove Albion | Championship   | 10         | 0          | 0     | 0     | —              | —              | 10     | 0      |
| 2017/18 | Arsenal                  | Premier League | 0          | 0          | 2     | 0     | —              | —              | 2      | 0      |
| 2017/18 | → STVV                   | Eerste klasse  | 16         | 6          | 0     | 0     | —              | —              | 16     | 6      |
| 2018/19 | PAOK Saloniki            | Super League   | 20         | 6          | 8     | 2     | 5              | 0              | 33     | 8      |
| 2019/20 | PAOK Saloniki            | Super League   | 33         | 8          | 6     | 1     | 4              | 1              | 43     | 10     |
| 2020/21 | PAOK Saloniki            | Super League   | 1          | 0          | 0     | 0     | 2              | 0              | 3      | 0      |
| 2020/21 | Middlesbrough            | Championship   | 38         | 5          | 1     | 0     | —              | —              | 39     | 5      |
| 2021/22 | Middlesbrough            | Championship   | 1          | 0          | 0     | 0     | —              | —              | 1      | 0      |
| 2021/22 | → PAOK Saloniki          | Super League   | 34         | 7          | 7     | 2     | 11             | 2              | 52     | 11     |
| 2022/23 | Middlesbrough            | Championship   | 40         | 28         | 2     | 1     | —              | —              | 42     | 29     |
| 2023/24 | Ajax                     | Eredivisie     | 25         | 11         | 1     | 1     | 10             | 3              | 36     | 15     |
| 2024/25 | Ajax                     | Eredivisie     | 14         | 2          | 1     | 1     | 12             | 4              | 27     | 7      |
| 2024/25 | → OSC Lille              | Ligue 1        | 14         | 3          | 1     | 0     | 1              | 0              | 16     | 3      |
| 2025/26 | → Ipswich Town           | Championship   | 0          | 0          | 0     | 0     | —              | —              | 0      | 0      |
| TOTAAL  | TOTAAL                   | TOTAAL         | 303        | 79         | 40    | 12    | 45             | 10             | 388    | 101    |

Bijgewerkt t/m 11 augustus 2025

## Interlandcarrière
Akpom maakte deel uit van verschillende Engelse nationale jeugdteams vanaf Engeland –16.

## Erelijst
| Competitie            |         |         |         |         |
| Competitie            | Aantal  | Jaren   |         |         |
| Arsenal               | Arsenal | Arsenal | Arsenal | Arsenal |
| --------------------- | ------- | ------- | ------- | ------- |
| FA Cup                | 1×      | 2014/15 |         |         |
| PAOK Saloniki         |         |         |         |         |
| Kampioen Super League | 1×      | 2018/19 |         |         |
| Beker van Griekenland | 1×      | 2018/19 |         |         |